# Kagge Forlag
Kagge Forlag blev startet af Erling Kagge i 1996. Han ejer selv 88 procent af forlaget, mens Arne Hjeltnes, Toppen Bech og Are Herrem ejer de resterende tolv procent. Forlaget har udmærket sig blandt norske forlag med en driftsmargin som er betydelig højere end gennemsnittet.

## Links
- Forlagets hjemmeside